# Klek (wieś w Chorwacji)
Klek – wieś w Chorwacji, w żupanii dubrownicko-neretwiańskiej, w gminie Slivno. W 2011 roku liczyła 230 mieszkańców.

## Opis
Jest położony nad adriatycką zatoką Klek-Neum, 6 km od Neumu (Bośnia i Hercegowina) i 25 km od Metkovicia. Przez miejscowość przebiega Magistrala Adriatycka.